# 2010
2010. је била проста година.

## Догађаји

### Јануар
- 4. јануар — Србија поднела Међународном суду правде у Хагу контратужбу против Хрватске за геноцид у периоду 1991—1995.
- 10. јануар — Иво Јосиповић изабран за трећег председника Хрватске.
- 12. јануар — Земљотрес на Хаитију 2010..
- 17. јануар — Хрватски председник, Стјепан Месић, пред крај свог мандата, изјавио је да би у случају отцепљења Републике Српске, послао војску у дистрикт Брчко и пресекао коридор, чиме би овај ентитет моментално престао да постоји.
- 19—31. јануар — Европско првенство у рукомету у Аустрији.
- 22. јануар — Епископ нишки Иринеј је изабран за 45. патријарха Српске православне цркве.
- 23. јануар — Новоизабрани врховни поглавар Српске православне цркве, патријарх српски Иринеј, устоличен у Саборној цркви у Београду.

### Фебруар
- 1. фебруар — Отпочела примена Прелазног трговинског споразума између Европске уније и Србије.
- 5. фебруар — Лидер Нове Србије, Велимир Илић, физички нападнут у центру Београда док је давао изјаву новинарима.
- 8. фебруар — У серији лавина на планини Хиндукуш у Авганистану погинуло је 172 особа, а затрпано око 2000.
- 8. фебруар — Горан Кнежевић, бивши градоначелник Зрењанина, постао повереник Српске напредне странке за Средњобанатски округ.
- 15. фебруар — У Бујановцу, од последица подметнуте бомбе, тешко повређен један припадник МУП-а Србије.
- 18. фебруар — Иво Јосиповић положио заклетву и званично постао трећи председник Хрватске.
- 27. фебруар — Земљотрес јачине 8,8 Меркалијеве скале погодио Чиле. Погинуло 300 људи, материјална штета велика.

### Март
- 3. март — Британски судија наложио да ратни члан Председништва Босне и Херцеговине Ејуп Ганић, који је ухапшен на лондонском аеродрому Хитроу по оптужници тужилаштва Републике Србије за злочин у Добровољачкој улици 1992, буде задржан у притвору до 29. марта.
- 10. март — Србија званично затражила од Уједињеног Краљевства изручење Ејупа Ганића, некадашњег члана Председништва Босне и Херцеговине.
- 16. март — Певачица Ксенија Пајчин и њен дечко Филип Каписода пронађени мртви у стану на Вождовцу.
- 23. март — Радован Јелашић поднео оставку на функцију гувернера Народне банке Србије.
- 29. март — Више од 30 особа убијено у две одвојене експлозије на станицама подземне железнице у Москви.
- 31. март — Скупштина Србије усвојила Декларацију којом изричито осуђује злочин у Сребреници.

### Април
- 7. април — Више хиљада особа у Бишкеку је започело протесте који су довели до пада режима Курманбека Бакијева.
- 10. април — Тупољев Ту-154M који је носио председника Пољске Леха Качињског се срушио покушавајући да по густој магли слети на аеродром код Смоленска.
- 12. април — Дејан Шошкић, председник Савета Народне банке Србије, предложен за гувернера НБС.
- 21. април — У присуству највиших државних званичника Србије, свечано отворен обновљени Авалски торањ.

### Мај
- 11. мај — Дејвид Камерон, вођа Конзервативне партије, постаје премијер Уједињеног Краљевства.
- 16. мај — Основана нова политичка странка - Уједињени региони Србије на челу са лидером Г 17 плус Млађаном Динкићем.
- 31. мај — Више јавно тужилаштво у Београду подигло оптужницу против бившег министра одбране СЦГ Првослава Давинића, у вези афере „Сателит“.

### Јун
- 3. јун — Авион Ј-22 Орао Војске Србије пао у Гружанско језеро код Крагујевца. Пилот лакше повређен.
- 10. јун — На граничном прелазу Моровић ухапшен Милош Симовић, један од осуђених припадника Земунског клана за убиство премијера Србије Зорана Ђинђића.
- 11. јун — 11. јул — Светско првенство у фудбалу у Јужној Африци.
- 14. јун — Министри спољних послова земаља ЕУ дали сагласност да се ратификује Споразум о стабилизацији и придруживању са Србијом.
- 23. јун — Фудбалска репрезентација Србије елиминисана са Светског првенства у Јужној Африци, након што је од Аустралије изгубила 2:1.
- 23. јун — Глумац Борис Исаковић повређен у експлозији бомбе у Новом Саду која је била подметнута под његов аутомобил.
- 24. јун — Након три дана игре, на турниру у Вимблдону завршен је убедљиво најдужи меч у историји професионалног тениса у којем је Американац Џон Изнер победио Француза Николу Махија резултатом 70:68 у гемовима, у петом сету.

### Јул
- 2. јул — Једна особа погинула, а 11 повређено у експлозији бомбе у северном делу Косовске Митровице.
- 22. јул — Међународни суд правде у Хагу саопштио саветодавно мишљење према којем декларација о независности Косова и Метохије из фебруара 2008. није у супротности са међународним правом.
- 23. јул — Влада Србије, на ванредној седници, одлучила да Србија настави у Уједињеним нацијама дипломатску и правну борбу за очување територијалног интегритета и суверенитета, након одлуке Међународног суда правде у Хагу.
- 24. јул — Новинар недељника Време, Теофил Панчић, физички нападнут у Земуну. Новинарске организације, као и највиши државни функционери, најоштрије осудили напад.
- 26. јул — Скупштина Србије усвојила, након мишљења МСП, Одлуку о наставку активности Републике Србије у одбрани суверенитета и територијалног интегритета земље.
- 28. јул — Дејан Шошкић изабран за новог гувернера Народне банке Србије.

### Август
- 24. август — ФК Партизан, на једанаестерце, савладао белгијски Андерлехт и пласирао се у Лигу шампиона.
- 28. август — 12. септембар — Светско првенство у кошарци у Турској.
- 29. август — 11. септембар — Европско првенство у ватерполу у Хрватској.
- 31. август — 10. септембар — Европско првенство у ватерполу за жене у Хрватској.

### Септембар
- 5. септембар — Римокатоличка црква хе свечано отворила Катедралу Мајке Терезе у Приштини.
- 8. септембар — Србија и Европска унија постигле договор о тексту Резолуције коју ће Србија поднети УН у вези одлуке Међународног суда правде по питању једностране сецесије Косова и Метохије.
- 11. септембар — Кошаркашка репрезентација Србије изгубила у полуфиналу Светског првенства у Турској од селекције Турске резултатом 83:82.
- 11. септембар — Седам особа повређено у сукобу између Срба и Албанаца у Косовској Митровици.
- 12. септембар — Кошаркашка репрезентација Србије изгубила у борби за бронзану медаљу на Светском првенству у Турској од селекције Литваније резултатом 99:88 и тако заузела четврто место.
- 15. септембар — Радомир Антић смењен са дужности селектора Фудбалске репрезентације Србије, и на његово место именован је Владимир Петровић Пижон.
- 25. септембар — 10. октобар — Светско првенство у одбојци у Италији.

### Октобар
- 3. октобар — Патријарх СПЦ Иринеј устоличен у Пећкој Патријаршији.
  - Википедија:Непознат датум — Одржани општи избори у Босни и Херцеговини. Милорад Додик изабран за председника Републике Српске.
- 4. октобар — 22 особе повређене у судару воза Железнице Србије и службеног воза бугарских железница код места Драгоман у Бугарској.
- 10. октобар — Приликом нереда који су избили у Београду поводом одржавања Параде поноса, повређено више од 100 особа док је више од 150 особа ухапшено. У центру Београда причињена већа материјална штета.
- 10. октобар — Мушка одбојкашка репрезентација Србије освојила је 3. место и бронзану медаљу на Светском првенству у Италији, савладавши екипу домаћина.
- 12. октобар — Амерички државни секретар Хилари Клинтон посетила Београд, где је имала сусрете са највишим српским званичницима.
- 12. октобар — Због нереда које су изазвали српски навијачи, прекинута квалификациона утакмица између фудбалских репрезентација Србије и Италије у Ђенови.
- 14. октобар — Скупштина Србије усвојила Декларацију о осуди злочина који су почињени над српским народом на простору бивше СФРЈ током ратова 1990-их.
- 29. октобар — УЕФА регистровала прекинуту квалификациону утакмицу Италија-Србија резултатом 3:0 за Италију, а оба фудбалска савеза казнила новчано.
  - 29. октобар — 14. новембар — Светско првенство у одбојци за жене у Јапану.

### Новембар
- 2. новембар — Пала косовска влада Хашима Тачија.
- 3. новембар — Земљотрес јачине 5,4 Рихтера погодио Краљево. Две особе погинуле, повређено на десетине, а причињена и већа материјална штета.
- 4. новембар — Председник Србије, Борис Тадић, посетио Вуковар и Овчару, као први председник Србије који је дошао у тај град и одао почаст жртвама злочина на Овчари који се догодио у јесен 1991.
- 7. новембар — Српска напредна странка је облежила своју двогодишњицу скупом у "Арени" коме су присуствовали су представници политичких партија, амбасадор Русије у Србији Александар Конузин и бивши амерички амбасадор Вилијам Монтгомери.
- 15. новембар — Милорад Додик ступио на дужност председника Републике Српске.
- 19. новембар — Свети архијерејски сабор Српске православне цркве рашчинио владику Артемија.
- 23. новембар — Северна Кореја бомбардује острво Иеонпиеонг, што је изазвало војни одговор од Јужне Кореје. Инцидент је изазвао ескалацију тензија на Корејском полуострву и добио широко распрострањену међународну осуду. Уједињене нације су изјавиле да је један од најозбиљнијих инцидената од краја Корејског рата.
- 24. новембар — Комесар за проширење Европске уније, Штефан Филе, уручио српском премијеру Мирку Цветковићу упитник Европске комисије.

### Децембар
- 5. децембар — Тениска репрезентација Србије освојила Дејвис куп, победом над селекцијом Француске у Београду.
- 7. децембар — Ухапшен Џулијан Асанж, власник сајта Викиликс који је објавио поверљиве депеше америчке дипломатије.
  - 7—19. децембар — Европско првенство у рукомету за жене у Данској и Норвешкој.
- 15. децембар — Укинуто обавезно служење војног рока у Србији.
- 18. децембар — Борис Тадић, на скупштини ДС-а, поново изабран за председника Демократске странке.

## Смрти

### Фебруар
- 7. фебруар — Михаило Марковић, академик и филозоф (*1923)[1]

### Март
- 3. март — Момо Капор, српски књижевник (*1937)[2]
- 12. март — Душанка Калањ, спикер и водитељ Телевизије Београд (*1934)[3]
- 16. март — Ксенија Пајчин, поп певачица (*1977)

### Април
- 6. април — Александар Младеновић, српски филолог, академик (*1930)[4]
- 10. април — Лех Качињски, председник Пољске (*1949)[5]
- 20. април — Биљана Ковачевић-Вучо, српска правница (*1952)[6]

### Мај
- 3. мај — Радослав Златан Дорић, позоришни редитељ (*1940)[7]
- 7. мај — Светозар Стојановић, филозоф (*1931)
- 25. мај — Добрила Шокица, српска глумица (*1934)
- 25. мај — Ерих Кош, српски књижевник и преводилац, редовни члан САНУ (*1913)[8]
- 29. мај — Денис Хопер, амерички глумац и режисер. (*1936)[9]

### Јун
- 15. јун — Беким Фехмију, југословенски глумац албанског порекла (*1936)[10]
- 18. јун — Жозе Сарамаго, португалски писац, добитник Нобелове награде за књижевност (*1922)[11]
- 18. јун — Богдан Богдановић, архитекта и бивши градоначелник Београда (*1922)
- 18. јун — Драго Ћупић, лингвист, дугогодишњи директор Института за српски језик САНУ (*1932)
- 26. јун — Алгирдас Бразаускас, председник и премијер Литваније (*1932)
- 26. јун — Жарко Команин, српски књижевник (*1935)[12]

### Јул
- 1. јул — Миодраг Ђукић, драмски писац (*1938)[13]
- 7. јул — Шандор Пал, универзитетски професор, председник и оснивач Демократске заједнице војвођанских Мађара (*1956)[14]
- 8. јул — Богомил Карлаварис, сликар и професор универзитета (*1924)
- 14. јул — Иван Јагодић, српски глумац (*1936)
- 28. јул — Здравко Рандић, филмски редитељ (*1925)[15]
- 31. јул — Феликс Пашић, новинар, позоришни критичар и публициста (*1939)[16]

### Август
- 21. август — Кристоф Шлингензиф, немачки режисер (*1960)[17]
- 22. август — Стјепан Бобек, фудбалер (*1923)[18]
- 31. август — Лоран Фињон, француски бициклиста. (*1960)[19]

### Септембар
- 10. септембар — Раде Марковић, српски глумац (*1921)[20]
- 22. септембар — Предраг Тасовац, српски глумац (*1922)[21]
- 24. септембар — Освалт Коле, немачки новинар и пионир сексуалног образовања (*1928)
- 29. септембар — Војислав Воки Костић, српски композитор (*1931)[22]

### Октобар
- 3. октобар — Драган Сакан, оснивач адвертајзинга у бившој Југославији (*1950)
- 7. октобар — Милка Планинц, југословенска политичарка
- 25. октобар — Александар Флакер, историчар књижевности (*1924)[23]
- 29. октобар — Војислав Кораћ, историчар архитектуре (*1924)[24]

### Новембар
- 5. новембар — Слободан Голубовић Леман, истакнути филмски радник (*1944)[25]
- 7. новембар — Илија Обрадовић, инжењер електротехнике (*1911)[26]
- 27. новембар — Ирвин Кершнер, амерички редитељ. (*1923)[27]
- 28. новембар — Лесли Нилсен, канадско-амерички глумац. (*1926)[28]

### Децембар
- 13. децембар — Ричард Холбрук, амерички дипломата (*1941)[29]
- 17. децембар — Мира Сањина, балерина и кореограф Народног позоришта у Београду (*1924)[30]
- 24. децембар — Љубомир Ћипранић, српски глумац (*1936)[31]
- 29. децембар — Владан Батић, српски политичар, оснивач и председник Демохришћанске странке Србије (*1949)

## Нобелове награде
- Физика — Андреј Гејм и Константин Новосел
- Хемија — Еи-Ичи Негиши, Акира Сузуки и Ричард Хек
- Медицина — Роберт Едвардс
- Књижевност — Марио Варгас Љоса
- Мир — Љу Сјаобо
- Економија — Питер Дајмонд, Дејл Мортенсен и Кристофер Писаридес